# ERCC1
ERCC1 (англ. ERCC excision repair 1, endonuclease non-catalytic subunit) – білок, який кодується однойменним геном, розташованим у людей на короткому плечі 19-ї хромосоми. Довжина поліпептидного ланцюга білка становить 297 амінокислот, а молекулярна маса — 32 562.
| 10         |  | 20         |  | 30         |  | 40         |  | 50         |
| ---------- |  | ---------- |  | ---------- |  | ---------- |  | ---------- |
| MDPGKDKEGV |  | PQPSGPPARK |  | KFVIPLDEDE |  | VPPGVAKPLF |  | RSTQSLPTVD |
| TSAQAAPQTY |  | AEYAISQPLE |  | GAGATCPTGS |  | EPLAGETPNQ |  | ALKPGAKSNS |
| IIVSPRQRGN |  | PVLKFVRNVP |  | WEFGDVIPDY |  | VLGQSTCALF |  | LSLRYHNLHP |
| DYIHGRLQSL |  | GKNFALRVLL |  | VQVDVKDPQQ |  | ALKELAKMCI |  | LADCTLILAW |
| SPEEAGRYLE |  | TYKAYEQKPA |  | DLLMEKLEQD |  | FVSRVTECLT |  | TVKSVNKTDS |
| QTLLTTFGSL |  | EQLIAASRED |  | LALCPGLGPQ |  | KARRLFDVLH |  | EPFLKVP    |

A: Аланін

C: Цистеїн

D: Аспарагінова кислота

E: Глутамінова кислота

F: Фенілаланін

G: Гліцин

H: Гістидин

I: Ізолейцин

K: Лізин

L: Лейцин

M: Метіонін

N: Аспарагін

P: Пролін

Q: Глутамін

R: Аргінін

S: Серин

T: Треонін

V: Валін

W: Триптофан

Кодований геном білок за функціями належить до гідролаз, нуклеаз, ендонуклеаз. 
Задіяний у таких біологічних процесах, як пошкодження ДНК, репарація ДНК, ацетилювання, альтернативний сплайсинг. 
Білок має сайт для зв'язування з ДНК. 
Локалізований у цитоплазмі, ядрі.